# 3e compagnie légère du désert
La 3e compagnie légère du désert (3e CLD) est une unité syrienne au service du mandat français sur la Syrie, en garnison à Dmeir (ou Doumeir). Créée en 1927 sous le nom de 3e compagnie méhariste (3e CM), elle est dissoute à la fin de la Seconde Guerre mondiale.
À partir de sa formation, la 3e compagnie méhariste fait partie des troupes auxiliaires syriennes, devenues en 1930 troupes spéciales du Levant. Renommée 3e compagnie légère du désert en 1936 et renforcée de véhicules motorisés, elle est dissoute en juin 1945.

## Création et différentes dénominations
- 16 août 1927 : formation de la 3e compagnie méhariste (3e CM)
- 31 décembre 1935 : dissolution
- 1er janvier 1936 : devient 3e compagnie légère du désert (3e CLD)
- 3 juillet 1941 : reddition de la 3e CLD
- 1er août 1941 : nouvelle formation de la 3e CM
- 1er janvier 1942 : redevient 3e CLD
- 30 juin 1945 : dissoute

## Historique

### Formation
La 3e compagnie méhariste est formée le 16 août 1927 à partir du peloton de la 1re compagnie méhariste stationné à Dmeir, renforcé par un peloton venu de la 2e compagnie méhariste.
Les compagnies méharistes sont dissoutes le 31 décembre 1935 et deviennent le 1er janvier 1936 des compagnies légères du désert après fusion avec les pelotons de l'escadron d'auto-mitrailleuses légères du désert,,.

### Seconde Guerre mondiale
Lorsque le régime de Vichy décide de se rapprocher des Allemands en soutenant la révolte irakienne, les Britanniques et les forces françaises libres du général de Gaulle considèrent l'invasion du Levant français. Le 20 mai 1941, les cadres des pelotons motorisés et quelques uns des pelotons montés de la 3e CLD, groupés autour du capitaine Fourrier commandant la 3e CLD, rejoignent la France libre, emportant une grande partie de l'équipement de la compagnie,,. Les méharistes syriens refusent de suivre l'aventure de leur commandant français et rejoignent leurs foyers. La compagnie, neutralisée de fait, est néanmoins considérée comme unité combattante lors de l'invasion alliée.
Les compagnies méharistes sont recréées par les forces françaises libres le 1er août 1941 et reprennent leur nom de compagnies légères du désert le 1er janvier 1942.

### Disparition
Lors de la crise antifrançaise de fin mai 1945, les CLD ne sont initialement pas concernées par l'insurrection, qui se concentrent dans les villes syriennes. Cependant, après l'ultimatum britannique du 1er juin qui consacre la défaite de la France, les Syriens commencent à déserter en masse. Le 8 juin 1945, six officiers et quatre sous-officiers français de la 3e CLD sont assassinés à Dmeir par leurs méharistes,,. La compagnie est dissoute le 30 juin 1945.

## Organisation
La compagnie est initialement organisée est plusieurs pelotons montés ou portés, un groupe de mitrailleuses parfois servies par des tirailleurs algériens et un groupe de commandement.
Après 1936, la 3e CLD compte un peloton motorisé et seulement deux pelotons méharistes, renforcés par un troisième en octobre 1939. Début 1941, la compagnie est organisée avec un groupe de commandement, trois pelotons méharistes, deux pelotons motorisés sur camionnettes (créés le 15 décembre 1940), un peloton d'automitrailleuses et un peloton à pied. Les véhicules sont des automitrailleuses légères Chenard ou Hotchkiss, des camionnettes Berliet ou Ford et une voiture de liaison Ford et un ou deux camions-ateliers.
Après 1941, la dotation en véhicule est renforcée de camionnettes Dodge. Les CLD reçoivent toutes la même organisation : un peloton d'automitrailleuses, un peloton porté, un peloton monté et un peloton hors rang.

## Insigne
L'insigne, réalisé dans les années 1930, présente un méhariste passant devant une étoile sur un fond bleu nuit, inscrit dans un croissant. Méhariste, étoile et croissant sont dorés. Le croissant porte la devise toujours tout droit en arabe.
Après le ralliement, un nouvel insigne est refrappé avec le doré remplacé par de l'argenté et une croix de Lorraine devant le chameau du méhariste.

## Personnalités ayant servi à la3eCLD
- Pierre Fourrier, compagnon de la Libération, commande la 3e CLD de 1935 à 1941[4]

- Pierre de Hauteclocque, compagnon de la Libération[10]
- Charles Lacheroy, théoricien de la guerre révolutionnaire[11]
- Roger Lavenir, compagnon de la Libération[12]